# James Brown and His Famous Flames Tour the U.S.A.
James Brown and His Famous Flames Tour the U.S.A. è il sesto album discografico di James Brown & The Famous Flames pubblicato nel 1962 dalla King Records.

## Tracce
1. Mashed Potatoes U.S.A. – 2:51
2. Choo-Choo Locomotion – 2:52
3. Three Hearts In a Tangle – 2:52
4. Doin' the Limbo – 2:27
5. I Don't Care – 2:50
6. Joggin' Along – 2:24
7. I've Got Money – 2:29
8. Sticky – 2:46
9. Like a Baby – 2:51
10. Every Beat of My Heart – 3:34
11. In the Wee Wee Hours (Of the Nite) – 2:50
12. Cross Firing – 2:21